# Saint-Léger (Savoia)
Saint-Léger és un municipi francès situat al departament de la Savoia i a la regió d'Alvèrnia-Roine-Alps. L'any 2007 tenia 219 habitants.

## Demografia

### Població
El 2007 la població de fet de Saint-Léger era de 219 persones. Hi havia 92 famílies de les quals 32 eren unipersonals (16 homes vivint sols i 16 dones vivint soles), 36 parelles sense fills i 24 parelles amb fills.
La població ha evolucionat segons el següent gràfic:
Habitants censats

### Habitatges
El 2007 hi havia 131 habitatges, 96 eren l'habitatge principal de la família, 20 eren segones residències i 15 estaven desocupats. 126 eren cases i 5 eren apartaments. Dels 96 habitatges principals, 83 estaven ocupats pels seus propietaris, 9 estaven llogats i ocupats pels llogaters i 4 estaven cedits a títol gratuït; 1 tenia una cambra, 7 en tenien dues, 16 en tenien tres, 29 en tenien quatre i 43 en tenien cinc o més. 73 habitatges disposaven pel capbaix d'una plaça de pàrquing. A 38 habitatges hi havia un automòbil i a 45 n'hi havia dos o més.

### Piràmide de població
La piràmide de població per edats i sexe el 2009 era:
| Homes | Edats   | Dones |
| ----- | ------- | ----- |
| 0     | 95 o +  | 0     |
| 0     | 90 a 94 | 0     |
| 1     | 85 a 89 | 2     |
| 2     | 80 a 84 | 4     |
| 4     | 75 a 79 | 12    |
| 4     | 70 a 74 | 2     |
| 9     | 65 a 69 | 7     |
| 4     | 60 a 64 | 7     |
| 9     | 55 a 59 | 3     |
| 8     | 50 a 54 | 6     |
| 9     | 45 a 49 | 11    |
| 10    | 40 a 44 | 11    |
| 11    | 35 a 39 | 5     |
| 5     | 30 a 34 | 9     |
| 3     | 25 a 29 | 9     |
| 3     | 20 a 24 | 0     |
| 5     | 15 a 19 | 6     |
| 8     | 10 a 14 | 9     |
| 6     | 5 a 9   | 10    |
| 5     | 0 a 4   | 5     |

## Economia
El 2007 la població en edat de treballar era de 135 persones, 99 eren actives i 36 eren inactives. De les 99 persones actives 94 estaven ocupades (53 homes i 41 dones) i 5 estaven aturades (5 dones i 5 dones). De les 36 persones inactives 18 estaven jubilades, 8 estaven estudiant i 10 estaven classificades com a «altres inactius».

### Ingressos
El 2009 a Saint-Léger hi havia 104 unitats fiscals que integraven 231,5 persones, la mediana anual d'ingressos fiscals per persona era de 17.766 €.

### Activitats econòmiques
Dels 5 establiments que hi havia el 2007, 1 era d'una empresa de fabricació d'altres productes industrials, 1 d'una empresa de construcció, 1 d'una empresa de comerç i reparació d'automòbils, 1 d'una empresa d'hostatgeria i restauració i 1 d'una entitat de l'administració pública.
Dels 2 establiments de servei als particulars que hi havia el 2009, 1 era un electricista i 1 restaurant.
L'any 2000 a Saint-Léger hi havia 8 explotacions agrícoles.

## Equipaments sanitaris i escolars
El 2009 hi havia una escola maternal integrada dins d'un grup escolar amb les comunes properes formant una escola dispersa.

## Poblacions més properes
El següent diagrama mostra les poblacions més properes.